# Josef Kolejka
Josef Kolejka (7. března 1924 Líšeň u Brna – 9. února 2015 Brno) byl český marxistický historik, profesor na Filozofické fakultě Masarykovy univerzity v Brně.

## Život
Josef Kolejka se narodil v Líšni u Brna (později Brno-Líšeň) 7. března 1924. V letech 1935–1943 studoval na 1. českém gymnáziu v Brně. Když za okupace odmaturoval, byl totálně nasazen. Po osvobození začal studovat obor dějepis – filozofie na Filozofické fakultě Masarykovy univerzity v Brně (1945–1948). V letech 1947–1948 absolvoval roční studijní pobyt na Jagellonské univerzitě v Krakově. Studia završil v Brně a v roce 1949 získal doktorát filozofie (PhDr.).
Po ukončení studií zůstal na Masarykově univerzitě a pracoval jako asistent ve Slovanském ústavu FF MU. V letech 1953–1961 byl vědeckým pracovníkem brněnské odbočky Historického ústavu ČSAV. V roce 1960 obhájil disertační práci Dělnické rady na Horním Slezsku, Dabrowsku a Ostravsko-Karvinsku v letech 1917-1920 a dosáhl vědecké hodnosti kandidáta věd (CSc.).
V letech 1961–1990 pracoval na filozofické fakultě brněnské univerzity (katedra dějin SSSR, střední a jihovýchodní Evropy). V roce 1964 se habilitoval jako docent nových a nejnovějších dějin, v roce 1986 obdržel vědeckou hodnost doktor věd (DrSc.) a v roce 1987 byl jmenován profesorem pro obecné dějiny.
Těžištěm vědecké práce profesora Kolejky byly nejprve dějiny dělnického hnutí a později hlavně národnostní problematika zemí střední a jihovýchodní Evropy v 19. století, zejména habsburské monarchie. V roce 1986 obdržel Cenu Bedřicha Václavka a byl též nositelem medaile Jiřího Dimitrova. Zemřel v Brně dne 9. února 2015.

## Spisy (výběr)
- Revoluční dělnické hnutí na Moravě a ve Slezsku (1917-1921). Vyd. 1. Praha: Státní nakladatelství politické literatury, 1957. 266 s.
- Dělnické rady na Horním Slezsku, Dabrowsku a Ostravsko-Karvinsku v letech 1917-1920: příspěvek k hnutí dělnických rad ve střední Evropě. Ostrava: Krajské nakladatelství, 1960. 149 s.
- Moravský klerikalismus v 19. století. In: Cesar, Jaroslav et al. Církve v našich dějinách. 1. vyd. Praha: Orbis, 1960. 230 s. [Kolejkova stať je na str. 74–92.]
- Dějiny národů střední a jihovýchodní Evropy: Určeno pro posl. fak. filosof. a pedagog. [Část] 3, 1918-1944/1945. 1. vyd. Praha: SPN, 1969. 94 s.
- Národ-nacionalismus-národnostní otázka: mechanismus vzniku novodobé podoby národů. 1. dotisk. Brno: Rektorát UJEP, 1971. 114 s.
- Národnostní programy pro střední a jihovýchodní Evropu: z dějin socialistické teorie národnostní otázky, 1848-1917: od Marxe k Leninovi. Vyd. 1. V Brně: Universita J.E. Purkyně, 1971. 431 s.
- Národnostní otázka: v programu socialistických stran za první světové války 1914-1917. Brno: Filosofická fakulta University J. E. Purkyně, 1972. 72 s.
- "Východní otázka" nebo "balkánská otázka" v letech 1878-1907: stanovisko mezinárodního socialistického hnutí. Brno: Filozofická fakulta UJEP v Brně, 1975. 62 s.
- Balkánská otázka 1908-1914: mezinárodní socialistické hnutí o mladoturecké revoluci a o balkánských válkách. Vyd. 1. V Brně: Univerzita J.E. Purkyně, 1979. 144 s.
- "Národnostní princip" a internacionalismus 1789-1860: vznik marxistické teorie národnostní otázky a "zahraniční politiky". 1. vyd. V Brně: Univerzita J.E. Purkyně, 1984. 178 s.
- Bitva u Hradce Králové 1866. Praha: Melantrich, 1986. 40 s.
- Světové dějiny 1945-1973: svět kapitalismu, "třetí svět", mezinárodní vztahy. 1. [dotisk] 1. vyd. Praha: SPN, 1987. 181 s.
- Národy habsburské monarchie v revoluci 1848-1849. Vyd. 1. Praha: Svoboda, 1989. 463 s. ISBN 80-205-0042-1.
- Bakuninovo evropanství. 1. vydání. Brno: Ve Vydavatelství Masarykovy univerzity vydala Společnost přátel jižních Slovanů, 2004. 66 s. ISBN 80-210-3421-1.